# Varningstriangel

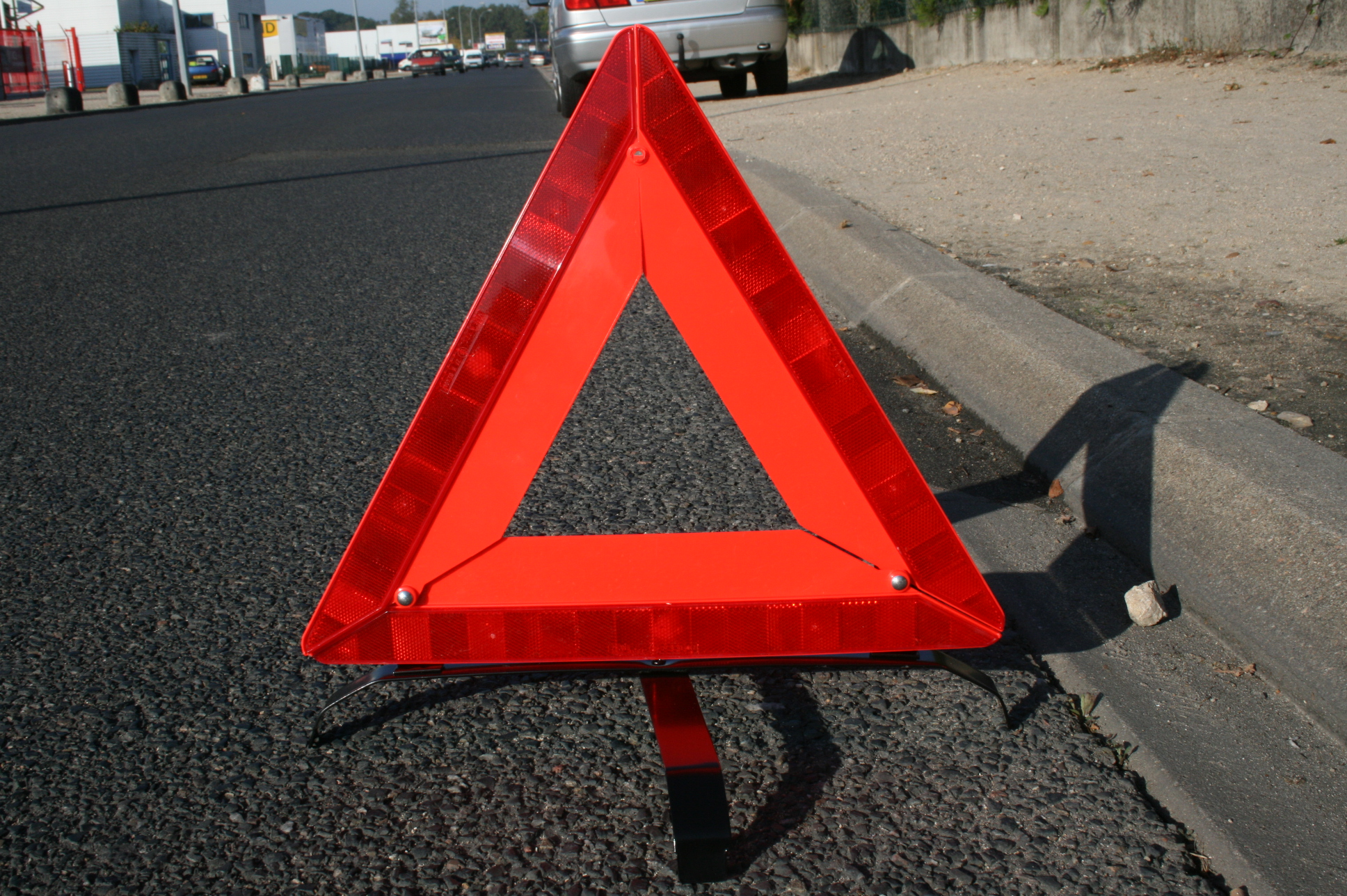
Varningtriangel.

Varningstriangel är ett tillbehör som används för att varna andra trafikanter att en bil står olämpligt till längs en väg eller annan situation som medför risk eller fara. Varningstriangeln ska användas tillsammans med varningsblinkers på fordonet.

## Användning
Varningstriangeln består av tre sidor med reflexer samt en stadig fot. Fordon som befinner sig i nödsituation och måste stanna på en väg där detta är olämpligt måste sätta ut en varningstriangel ett visst avstånd från fordonet. Det kan krävas två varningstrianglar, i båda körfält, om det är skymd sikt och smal väg. I många länder är det lag på att varningstriangel måste finnas i fordonet. Olika länder har olika lagkrav på hur långt innan och efter varningstriangeln ska placeras.

### Sverige
Enligt Trafikverket ska varningstriangeln placeras minst 100m innan fordonet, på vägar där hastigheten överskrider 50km/timmen.

### Storbritannien
Enligt lag måste varningstriangeln placeras minst 45m innan fordonet, i samma körfält, dock ej på motorväg.

## Mediciner och varningstriangeln
Tidigare hade vissa typer av mediciner, de narkotikaklassade, en varningstriangel angiven på förpackningen. Denna hade funktionen att varna användaren om att medicinen kunde påverka förmågan att bland annat köra bil, samt att förtäring av alkohol skulle undvikas under behandlingen.
Varningstriangeln fyllde även funktionen att visa att läkemedlet eventuellt kan vara beroendeframkallande.
Efter ett beslut slutade varningstriangeln att användas och efter 2006 är inga mediciner försedda med denna beteckning. Motiveringen var inte att varningstriangelns symbolik var ogrundad, utan att hela märkningen var bristfällig eftersom även ej narkotikaklassade mediciner kan påverka patientens förmåga att leva normalt.
Bland annat hade starka smärtstillande medel (opioider, samt kombinationspreparat innehållande opioider) som exempelvis Dexofen, Citodon och Morfin samt lugnande medel som Stesolid och Xanor varningstriangel.